# Jordi Van Dingenen
Jordi Van Dingenen (né le 18 juin 1996 à Herentals dans la province d'Anvers) est un coureur cycliste belge.

## Biographie
En 2012, Jordi Van Dingenen devient champion de Belgique sur route dans la catégorie débutants (moins de 17 ans).
En 2013, il finit sixième d'Aubel-Thimister-La Gleize. L'année suivante, il s'impose sur La Philippe Gilbert Juniors, et termine notamment quatrième de Kuurne-Bruxelles-Kuurne juniors (moins de 19 ans). Il intègre ensuite la nouvelle équipe continentale Vastgoedservice-Golden Palace en 2015 pour ses débuts espoirs (moins de 23 ans). Lors d'une course régionale à Brustem, il percute une femme qui assistait à l'épreuve. La spectatrice meurt peu de temps après. Van Dingenen souffre d'une lésion à la clavicule, d'une commotion cérébrale et d'un pneumothorax,.
En 2016, il remporte une étape du Tour de Liège. L'année suivante, il crée la surprise en devenant champion de Belgique sur route espoirs. Après ce titre, il décide de rejoindre le club Home Solution-Anmapa en 2018. Dans le même temps, il continue ses études et obtient un bachelor en électromécanique. Vainqueur d'étape sur le Tour de Namur, il se classe par ailleurs troisième du Circuit Het Nieuwsblad espoirs, cinquième et meilleur jeune du Tour de Liège, ou encore neuvième du Grand Prix des Marbriers.
En 2019, il intègre l'équipe continentale Tarteletto-Isorex, avec un contrat professionnel.

## Palmarès
- 2011
  - Champion de la province d'Anvers sur route débutants
- 2012
  -  Champion de Belgique sur route débutants
- 2013
  - Coupe Marcel Indekeu juniors
- 2014
  - La Philippe Gilbert Juniors
  - 3e de la Guido Reybrouck Classic
- 2016
  - 4e étape du Tour de Liège
- 2017
  -  Champion de Belgique sur route espoirs
- 2018
  - 5e étape du Tour de Namur
  - 3e du Circuit Het Nieuwsblad espoirs

## Classements mondiaux
| Année           | 2017   | 2018   |
| --------------- | ------ | ------ |
| UCI Europe Tour | 1 736e | 1 059e |